# Coelophoris ankasoka
Coelophoris ankasoka är en fjärilsart som beskrevs av Pierre E.L. Viette 1965. Coelophoris ankasoka ingår i släktet Coelophoris och familjen nattflyn. Inga underarter finns listade i Catalogue of Life.